# Corrado Pizziolo

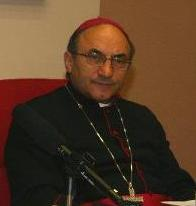
Corrado Pizziolo

Bischofswappen

Corrado Pizziolo (* 23. Dezember 1949 in Scandolara di Zero Branco) ist ein italienischer Geistlicher und emeritierter römisch-katholischer Bischof von Vittorio Veneto.

## Leben
Corrado Pizziolo empfing am 20. September 1975 die Priesterweihe.
Papst Benedikt XVI. ernannte ihn am 19. November 2007 zum Bischof von Vittorio Veneto. Der Bischof von Treviso, Andrea Bruno Mazzocato, spendete ihm am 26. Januar 2008 die Bischofsweihe; Mitkonsekratoren waren Paolo Magnani, emeritierter Bischof von Treviso, und Alfredo Magarotto, emeritierter Bischof von Vittorio Veneto. Als Wahlspruch wählte er Omnia propter Evangelium.
Am 30. Dezember 2024 nahm Papst Franziskus das altersbedingte Rücktrittsgesuch von Corrado Pizziolo an.